# London City Lionesses
London City Lionesses is een Engelse betaaldvoetbalclub uit Hayes, Bromley in de regio Groot-Londen. De club werd opgericht in 2019 als onafhankelijke vrouwenvoetbalclub na een afsplitsing van Millwall FC. Het speelt haar thuiswedstrijden in Hayes Lane dat plaats biedt aan 5.150 toeschouwers.

## Geschiedenis
Het bestuur en management van de vrouwenvoetbalafdeling van Millwall FC maakte op 13 mei 2019 bekend zich af te willen splitsen van de club om een onafhankelijke vrouwenvoetbalclub op te zetten. Nadat de FA akkoord was gegaan met de afsplitsing werd op 29 juni 2019 de overdracht van de Championship-licentie officieel bekrachtigd. De onafhankelijke club ontving in de beginjaren steun van de familie Culligan.
Hoewel het seizoen 2022/23 veel belovend van start ging, kregen de Lionesses later te maken met tegenslagen. Zo vertrok hoofdtrainer Phillips naar Angel City FC en verzochten alle twintig speelsters van de club de familie Culligan de club te verkopen of extra investeringen aan te trekken. Het duurde nog tot december 2023 voordat er een nieuwe eigenaar werd gevonden voor London City. De Amerikaanse Michele Kang, reeds eigenares van NWSL-club Washington Spirit, nam de club over.
Op 27 juni 2024 kondigde Kang de komst aan van Kosovare Asllani, aanvoerder van Zweden, en de aanstelling van een nieuwe hoofdtrainer. Daarnaast werd een verhuizing aangekondigd van Princes Park in Dartford naar Hayes Lane in Bromley. Ze gingen daar het terrein delen met Bromley FC. Ook werd een terrein van 28 hectare aangekocht in Aylesford voor het realiseren van een trainingsfaciliteit.
Sinds juli 2024 maakt London City Lionesses officieel onderdeel uit van een wereldwijde organisatie met meerdere teams – Washington Spirit en OL Lyonnes – allen eigendom van Kang. Deze zouden gaan samenwerken, onder andere op het gebied van data-analyse, maar behielden wel hun eigen identiteit.
Op 4 mei 2025 promoveerde London City als eerste volledig onafhankelijke vrouwenvoetbalclub naar het hoogste niveau in Engeland, de Women's Super League.

## Erelijst

### Competities
- Women's Championship
  - Winnaar (1): 2024/25

## Bekende (oud-)Lionesses

### Speelsters
- Kosovare Asllani
- Danielle van de Donk[1]
- Jana Fernández
- Sanni Franssi
- Freya Godfrey
- Teyah Goldie
- Sofia Jakobsson
- Isa Kardinaal
- Saki Kumagai
- Lotta Lindström
- Elena Linari
- Nikita Parris

### Trainers
- Carolina Morace